# 울리포
울리포(Oulipo, 프랑스어 발음: [ulipo], 프랑스어의 약자: Ouvroir de littérature potentielle, "잠재적 문학 워크숍"으로 번역됨, OuLiPo)는 작품을 창작하려는 (주로) 프랑스어를 사용하는 작가와 수학자들의 느슨한 모임이다. 제한된 글쓰기 기술을 사용한다. 1960년 레몽 크노와 프랑수아 르 리오네에 의해 설립되었다. 다른 주목할만한 회원으로는 소설가 조르주 페렉과 이탈로 칼비노, 시인 오스카 파스티오르와 장 레슈르, 시인이자 수학자 자크 루보가 있다.
이 그룹은 문학 잠재력이라는 용어를 (대략적인 번역) "작가가 어떤 방식으로든 사용할 수 있는 새로운 구조와 패턴을 추구하는 것"으로 정의한다. 크노는 울리피언스(Oulipians)를 "탈출하려는 미로를 건설하는 쥐"로 묘사했다.
제약 조건은 아이디어와 영감을 불러일으키는 수단으로 사용되며, 특히 페렉의 "스토리 제작 기계"는 인생 사용법(Life: A User's Manual)의 제작에 사용되었다. 리포그램(페렉의 소설 A Void) 및 회문과 같은 확립된 기술뿐만 아니라 그룹은 종종 체스판 기사의 여행 및 순열과 같은 수학적 문제를 기반으로 하는 새로운 방법을 고안한다.